# Stazione di Lecco
Stazione di Lecco vasútállomás Olaszországban, Lombardia régióban, Lecco településen.

## Vasútvonalak
Az állomást az alábbi vasútvonalak érintik:
- Como–Lecco-vasútvonal
- Tirano–Lecco-vasútvonal
- Lecco–Milánó-vasútvonal
- Lecco–Brescia-vasútvonal
- Monza–Molteno–Lecco-vasútvonal

## Kapcsolódó állomások
A vasútállomáshoz az alábbi állomások vannak a legközelebb:
- Stazione di Valmadrera (Stazione di Como San Giovanni, stazione di Milano Porta Garibaldi superficie, Como–Lecco-vasútvonal, Monza–Molteno–Lecco-vasútvonal, nyugat, S7)
- Stazione di Lecco Maggianico (stazione di Milano Porta Garibaldi superficie, Stazione di Milano Centrale, Stazione di Bergamo, Lecco–Milánó-vasútvonal, Lecco–Brescia-vasútvonal, dél, S8)
- Stazione di Abbadia Lariana (Tirano–Lecco-vasútvonal, észak)